# Jim Yong Kim
Jim Yong Kim (Seoel, 8 december 1959) is een Zuid-Koreaans-Amerikaans arts en antropoloog die van 1 juli 2012 tot 1 februari 2019 de 12e president van de Wereldbank was.
Jim Yong Kim immigreerde op vijfjarige leeftijd met zijn familie in de Verenigde Staten en studeerde aan de University of Iowa, Brown University en Harvard University.
Eerder nam hij de leerstoel op van het Departement van Volksgezondheid en Sociale Geneeskunde aan de Harvard Medical School. Van 2009 tot 2012 was hij de president van Dartmouth College, waarmee hij de eerste Aziatische Amerikaan was die een universitaire bestuursfunctie opnam van een instelling uit de Ivy League.
Hij werd als democraat door president Barack Obama op 23 maart 2012 voorgedragen voor de functie bij de Wereldbank. Het bestuur van de Wereldbank koos hem op 16 april 2012 als hun volgende voorzitter. Hij werd de eerste voorzitter die noch een politieke noch een financiële achtergond had, maar wel expertise rond de gezondheidszorg in ontwikkelingslanden kon aanbrengen. Bij zijn herbenoeming in 2017 was er verzet. Zijn staf drong in een open brief aan op meer transparantie, diversiteit en selectie op grond van kwaliteiten.
Op 1 februari 2019 trad hij af als voorzitter van de Wereldbank. Hij beëindigde hiermee zijn termijn vroegtijdig. Hij gaat werken voor Global Infrastructure Partners, een investeringsfonds onder de paraplu van BlackRock die infrastructuurwerken in ontwikkelingslanden financieert.